# Ben Roy Mottelson
Ben Roy Mottelson (Chicago, Illinois, 1926. július 9. – Koppenhága, 2022. május 13.) amerikai születésű, 1971-től dán, amerikai fizikus volt.

## Tanulmányai
A Purdue és a Harvard Egyetemen tanult, 1950-ben magfizikából doktorált. Ösztöndíjasként 1950–1951 között a koppenhágai elméleti fizikai intézetben (ma Niels Bohr Intézet), majd a CERN kutatócsoportjában dolgozott (1953–1957).

## Munkássága
Megalapítása (1957) óta a NORDITA (az északi országok elméleti magfizikai intézete) professzora volt. Az atommagszerkezet kutatásával foglalkozott, 1951-től Aage Bohrral közösen. Az atommagok kollektív mozgásállapotait leíró folyadékcseppmodell (Niels Bohr, John Archibald Wheeler, 1939) és az atommagot alkotó nukleonok egyedi mozgását megadó héjmodell (Maria Goeppert-Mayer, 1948; Johannes Hans Daniel Jensen, 1949) egyesítését James Rainwater, Aage Bohr és Ben Roy Mottelson végezte el (1953). Hárman együtt kaptak fizikai Nobel-díjat az atommagokon belüli részecskemozgás és kollektív mozgás közötti kapcsolat felfedezéséért és az erre alapozott kollektív modell kidolgozásáért (1975), amely értelmezhetővé tette az atommagok kísérletileg megfigyelt, de korábban más magmodellekkel nem leírható jellemzőit, így az atommagok alakjának a gömb alaktól való eltérését.

## Művei
- Aage Bohrral: Nuclear Structure, 2 kötet, Benjamin 1975, World Scientific 1998
- Ikuko Hamamotoval: Shape deformations in atomic nuclei, Scholarpedia 2012
- A. Bohrral: Collective and individual aspects of nuclear structure, Kgl.Dansk Mat.Fys.Medd.  27.kötet, 1953, 16. sz., 7–174. oldal, pdf
- A. Bohrral: Mat. Fys. Medd. Dan. Vid. Selsk. 30, no. 1 (1955)
- Collective motion in the nucleus, Rev. Mod. Phys., 29. kötet, 1957, 186
- A. Bohrral, David Pines-szel: Possible Analogy between the Excitation Spectra of Nuclei and Those of the Superconducting Metallic State, Phys. Rev., 110.kötet, 1958, 936–938. oldal
- A. Bohrral: The many facets of nuclear structure, Annual Review of Nuclear Science, 23. kötet,1973, 363. oldal
- A. Bohrral: Single particle and collective aspects of nuclear rotation, Physica Scripta 24. kötet, 1981, 71. oldal